# Amoeba
Pour les articles homonymes, voir Amoeba (homonymie).
Genre
Classification NCBI
Amoeba est un genre d'amibes de la famille des Amoebidae.

## Listes d'espèces
Selon ITIS (7 déc. 2010) :
- Amoeba discoides Sch.
- Amoeba dubia Sch.
- Amoeba gorgonia Pen.
- Amoeba guttula Duj.
- Amoeba limicola Rhumb.
- Amoeba proteus (Pal.)
- Amoeba radiosa Ehr.
- Amoeba spumosa Grub.
- Amoeba striata Pen.
- Amoeba verrocosa
- Amoeba vespertilio Pen.